# Canton de Biarritz-Est
Le canton de Biarritz-Est est un ancien canton français, situé dans le département des Pyrénées-Atlantiques et la région Aquitaine.

## Composition
Le canton était constitué d'une partie de la ville de Biarritz.

## Histoire
Le canton a été créé par le décret n°73-669 du 13 juillet 1973 divisant le canton de Biarritz.
Il est supprimé par le décret du 25 février 2014.

## Représentation
| Période | Période          | Identité             | Étiquette      | Qualité                                            |
| ------- | ---------------- | -------------------- | -------------- | -------------------------------------------------- |
| 1973    | 1976             | Didier Borotra       | CD             | Industriel Maire de Biarritz (1991-2014)           |
| 1976    | 1982             | Jean-Pierre Destrade | PS             | Ingénieur d'études urbaines Député (1981-1988)     |
| 1982    | 1992 (démission) | Didier Borotra       | UDF            | Maire de Biarritz (1991-2014) Sénateur (1992-2011) |
| 1993    | 2015             | Juliette Séguéla     | UDF puis MoDem | Chef d'entreprise Adjointe au maire de Biarritz    |

## Démographie
| 1975 | 1982 | 1990   | 1999   | 2006   | 2011   | 2012   |
| ---- | ---- | ------ | ------ | ------ | ------ | ------ |
| -    | -    | 15 348 | 16 520 | 14 861 | 14 476 | 14 576 |

## Pour approfondir